# Buszenko
Buszenko – jezioro w województwie lubuskim, w powiecie sulęcińskim, w gminie Sulęcin.

## Położenie i charakterystyka
Jezioro znajduje się na północ od jeziora Trześniowskiego na terenie poligonu wojskowego i jest w dyspozycji MON, wejście w okolice jeziora wymaga zezwolenia odpowiednich służb wojskowych. Jego linia brzegowa jest dość dobrze rozwinięta, brzegi są pagórkowate, miejscami strome, a nawet urwiste. Roślinność wynurzona (pałka i trzcina pospolita) porasta wokół niemal całej linii brzegowej. Roślinność zanurzona (ramienice, rogatek, włosienicznik krążkolistny) rozmieszczona jest podobnie. Jezioro nie posiada dopływów, a jedyny odpływ to ciek o nazwie Jeziorna, który płynie do położonego kilkaset metrów na północny wschód jeziora Buszno.

## Hydronimia
Do 1945 roku jezioro nazywane było Kleiner Bechen See. Obecna nazwa została wprowadzona urzędowo 17 września 1949 roku.

## Morfometria
Według danych Instytutu Rybactwa Śródlądowego powierzchnia zwierciadła wody jeziora wynosi 27,9 ha. Średnia głębokość zbiornika wodnego to 7,2 m, a maksymalna – 20,0 m. Lustro wody znajduje się na wysokości 132,5 m n.p.m. Objętość jeziora wynosi 2 000,5 tys. m³. Natomiast A. Choiński szacuje wielkość jeziora na 34,0 ha.
Według Mapy Podziału Hydrograficznego Polski jezioro leży na terenie zlewni dziewiątego poziomu Jeziorna do jez. Buszno. Identyfikator MPHP to 187895211.

## Zagospodarowanie
Administratorem wód jeziora jest Regionalny Zarząd Gospodarki Wodnej w Poznaniu. Utworzył on obwód rybacki, który obejmuje wody jezior Buszno i Buszenko wraz z wodami cieku Struga Jeziorna na odcinku od jego źródeł do osi podłużnej mostu na drodze powiatowej Trzemeszno Lubuskie – Wielowieś (obwód rybacki jeziora Buszno na cieku Struga Jeziorna – nr 1). Gospodarka rybacka na jeziorze nie jest prowadzona, lecz dozwolone jest wędkowanie przez posiadaczy przepustki oraz karty wędkarskiej.

## Ochrona środowiska
Jezioro leży na terenie Łagowsko-Sulęcińskiego Parku Krajobrazowego oraz na obszarach Natura 2000 o nazwie Buczyny Łagowsko-Sulęcińskie. Kilkaset metrów na wschód od jeziora znajduje się użytek ekologiczny o nazwie Buszenko, będący torfowiskiem położonym w bezodpływowej niecce. Nad brzegami jeziora znajdowały się stanowiska kruszczyka szerokolistnego oraz turzycy bagiennej.